# Łosino
Łosino (deutsch Lossin) ist ein Dorf in der polnischen Woiwodschaft Pommern und gehört zur Stadt-und-Land-Gemeinde Kobylnica (Kublitz) im Kreis Słupsk (Stolp).

## Geographische Lage und Verkehrsanbindung
Łosino liegt in Hinterpommern, acht Kilometer südlich von Słupsk am westlichen Rande des Urstromtals der Słupia (Stolpe), die in unmittelbarer Nähe am Dorf vorbeifließt. Durch Łosino führt die Landesstraße 21 (ehemalige deutsche Reichsstraße 125) von Słupsk nach Miastko (Rummelsburg). Bahnstation ist das vier Kilometer entfernte Kobylnica an der PKP-Strecke 405 (Ustka (Stolpmünde) – Piła (Schneidemühl)). Bis 1945 war Labuhn (heute polnisch Lubuń) der nächste Haltepunkt an der Stolpetalbahn der Stolper Bahnen an deren Strecke von Stolp nach Budow (Budowo).
Łosino ist der nordwestliche Grenzpunkt des Park krajobrazowy Dolnia Słupia (Landschaftsschutzpark Untere Stolpe), der sich in südöstlicher Richtung bis nach Bytów (Bütow) hinzieht.

## Geschichte

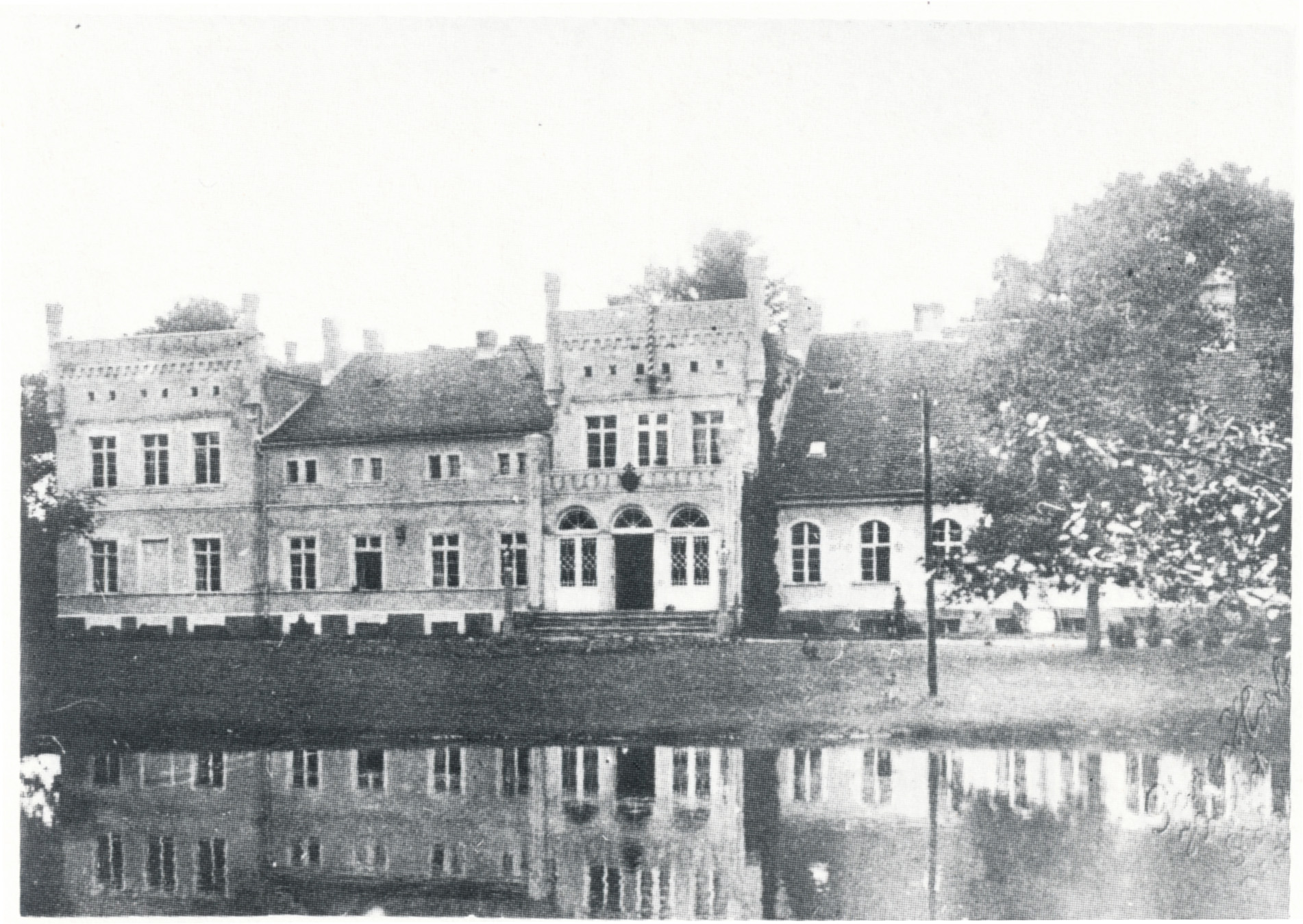
Herrenhaus Lossin, um 1880

Lossin war ein altes von Puttkamersches Lehen. 1419 kaufte es Lorenz Swenz Puttkamer von Woczaeus Janitz. Bis 1908 ist es in demselben Stamm vererbt worden. 1712 verpfändete Georg Ewald von Puttkamer Lossin und Anteil Kublitz an den Oberstleutnant Christian von Lettow. 1727 kam Lossin wieder in den Besitz der Familie Puttkamer.
Im Jahre 1784 hatte Lossin: 1 Vorwerk, 9 Kossäten und 1 Schulmeister bei insgesamt 20 Feuerstellen (Haushalten).
Der letzte Besitzer auf Lossin war Maximilian von Puttkamer von 1914 bis 1929. Nach seinem Tod 1929 verkaufte die Witwe es zur Versiedlung.
Vor 1945 gehörte Lossin zum Landkreis Stolp im Regierungsbezirk Köslin der preußischen Provinz Pommern. Das Dorf war Amtssitz und bildete einen eigenen Standesamtsbezirk. Lossin gehörte zum Gendarmeriebezirk von Kublitz und zum Amtsgerichtsbezirk von Stolp.
Im Jahre 1939 zählte der 685 Hektar große Ort 346 Einwohner in 86 Haushaltungen. Im gleichen Jahr bestanden 51 bäuerliche Betriebe, dazu eine 60 Morgen große Edelpelztierfarm, in der Sumpfbiber, Chinchillakaninchen und Silberfüchse gehalten wurden.
Am Abend des 7. März 1945 wurde Lossin von sowjetischen Panzern besetzt. Anschließend wurde die Region zusammen mit ganz Hinterpommern unter polnische Verwaltung gestellt. Nach einiger Zeit kamen Polen in das Dorf und drängten die Einwohner aus ihren Häusern und Gehöften. Die Bewohner wurden vertrieben. Das Dorf wurde in Łosino umbenannt und ist heute ein Teil der Gmina Kobylnica im Powiat Słupski in der Woiwodschaft Pommern (1975 bis 1989 Woiwodschaft Stolp).

## Kirche
Vor 1945 waren die Einwohner von Lossin fast ausschließlich evangelischer Konfession, im Jahre 1925 hatte das Dorf zwei Bewohner katholischer Konfession (0,7 v. H.). Das Dorf gehörte mit der Filialgemeinde Kulsow (heute polnisch Kuleszewo) und den anderen eingepfarrten Orten Kunsow (Kończewo), Sagerke und Sanskow (Zajączkowo) zum Kirchspiel Zirchow im Kirchenkreis Stolp-Stadt im Ostsprengel der Kirchenprovinz Pommern in der Kirche der Altpreußischen Union. Zum Pfarrsprengel gehörten 1940 insgesamt 1819 Gemeindeglieder. Letzter deutscher Geistlicher war Pfarrer Siegfried Finkbein.
Heute sind die Einwohner von Łosino fast ausnahmslos katholischer Konfession. Das Dorf gehört zur Filialkirche Sierakowo Słupskie (Zirchow) in der Pfarrei Kobylnica (Kublitz) im Dekanat Słupsl-Zachód im Bistum Köslin-Kolberg der Katholischen Kirche in Polen. Evangelische Kirchenmitglieder werden vom Pfarramt der Kreuzkirchengemeinde Słupsk (Stolp) in der Diözese Pommern-Großpolen der Evangelisch-Augsburgischen Kirche in Polen betreut.

## Schule
Im Jahre 1817 befand sich die Lossiner Schule in einem Rauchhaus, das gleichzeitig die Wohnung des Lehrers beherbergte. 1835 wurde ein neues Schulhaus errichtet. 1932 unterrichtete in der einstufigen Volksschule ein Lehrer 42 Schulkinder. Letzter deutscher Lehrer vor 1945 war Berthold Witt.